# 赫尔曼·拉姆
赫尔曼·卡尔·拉姆（英語：Herman Karl Lamm，1890年4月19日—1930年12月16日），德裔美国人，银行劫匪，绰号“拉姆男爵”（Baron Lamm）。他开创了被后世称为“拉姆技术”（The Lamm Technique）的银行抢劫法。

## 生平
拉姆生于德意志帝国卡塞尔，家庭情况已无法查明，只知道拉姆曾当过屠夫学徒。之后染上赌博恶习，并且屡赌屡输，拉姆于是在酒中下药，待受害人昏迷后盗取其钱财。1910年拉姆下药麻翻了一位警察，为了逃避警方的追捕，他服役于警方不敢染指的普魯士皇家陸軍，后提升为低级军官，但又因为赌博作弊被上级发现，被开除出军队。1914年，拉姆移民美国，加入美国籍。到美国的他先找了一份屠夫的工作，但仍恶习不改，继续沉迷赌博，同时继续下药麻翻受害者盗取钱财筹集赌资。1914年，拉姆再次下药麻醉盗窃时失手，由于药效不大，受害者很快醒来，拉姆被捕并被判入狱。这次入狱让拉姆萌生了抢劫银行的想法。
1917年，拉姆因一次拙劣的未遂银行抢劫而被捕，在狱中他总结了一套计划周密、分工明确的银行抢劫方法。这套方法包括在抢劫前仔细研究目标银行、描绘详细的平面图、注意保险箱的位置、预先规划逃生路线等。为了更好地了解银行的内部运作，拉姆有时会指派团伙成员扮成记者进行实地勘察。拉姆团伙内部分工明确，成员各司其职，分别担任放风、大堂抢劫、金库抢劫及车辆驾驶等工作。拉姆还为每次抢劫都精心制定了逃跑计划。他绘制了一种被称为“gits”的逃跑路线图，一旦拉姆确定找目标银行，他便会将附近所有的逃生路线（拉姆本人谓之“cat roads”，即“猫路”）绘于图上，其精度可达0.1英里。在每次抢劫之前，拉姆都会准备一辆看似不起眼但配备了大马力发动机的汽车，并且经常招募赛车手担任团伙司机；车辆仪表盘上贴有预定路线和逃跑路线，以及各个路段相应的仪表盘读数。每次执行抢劫前，拉姆和本次行动的司机都会在在各种天气条件下对每条逃跑路线进行试跑并读秒计时，这样的练习需要几天的时间。拉姆还让他的手下进行了多次仿真场景演练，并严格控制抢劫时间。上述所有的准备都是为了确保抢劫不会失手。凭借这一套缜密的方案，拉姆团伙在第一次世界大战结束到1930年这段时间内共抢劫了超过100万美元，被认为是当时美国抢劫效率最高的团伙。
拉姆曾多次被捕（尽管其中有几次是因为抢劫以外的罪名），并且使用过多个化名。1918年6月，他在威斯康星州苏必利尔因涉嫌抢劫被捕，但因证据不足被释放，不过他也被驱逐出这座城市。1918年，化名“哈利·K·兰姆”（Harry K. Lamb）的拉姆在密苏里州堪萨斯城被捕，不久获释。1920年，拉姆去堪萨斯州拜访朋友，因为忘记结账而与店主发生肢体冲突，被判监禁。同年12月，他以“托马斯·贝尔”的化名在密苏里州圣约瑟夫被捕，罪名是入室盗窃。1927年2月，化名“罗伯特·J·马斯登”（Robert J. Masden）的他与同伙被警方抓获，在听证会上，他于1914年12月在旧金山因涉嫌抢劫被捕（此时使用的是他的本名）的证据被披露，但此案最终却不了了之。1929年，拉姆又在伊利诺伊州本顿被捕，并被怀疑是密尔沃基西北国家银行抢劫案的案犯。但又因警方无证据而释放。
1930年12月16日，拉姆团伙抢劫了位于印第安纳州克林顿的一家银行，但在逃跑过程中出现意外。拉姆团伙的司机兼职业赛车手W·H·亨特（W. H. Hunter）在看到银行门口一名持着散弹枪的当地“理发师”（实为印第安纳州为打击劫匪而招募的民兵）后惊慌失措，急速掉头，导致他们乘坐的别克轿车当场爆胎。拉姆团伙随后在一家农场抢劫了另一辆汽车，但这辆汽车被安装了限速装置（车主人为了防止其父亲超速驾驶而安装），时速最快只能达到35 mph（约合56 km/h），无法甩开追兵。其后他们又先后抢劫了两辆汽车，但因为散热器漏水和油量不足而作罢。在200多名警察和武装民众的追捕下，他们逃到伊利诺伊州錫德爾，拉姆发现一座农场里有的大马力的货车。拉姆本计划劫持这辆货车继续逃亡，但农场内安装有马克沁机枪，拉姆团伙遭到火力压制，同时后面的追兵也赶到。走投无路的拉姆最终中枪身亡，不过其死因众说纷纭，有说法指拉姆是吞枪自尽，也有说法表示拉姆被一位名叫厄内斯特·博阿托（Ernest Boetto）的警员远距离射杀，或是被团伙成员G·W.“老爹”·兰迪（G. W. "Dad" Landy）射杀（兰迪随后也开枪自杀）。

## 影响
虽然拉姆已死，但他开创的“拉姆技术”却被后世的银行劫匪广为效仿，后世视拉姆为“现代银行抢劫之父”。美国著名劫匪约翰·迪林杰就是在狱中向拉姆的同党学习了“拉姆技术”，并在日后的犯罪生涯中屡试不爽。